# Susan J. Helms
Pour les articles homonymes, voir Helms.
Susan Jane Helms est une astronaute américaine née le 26 février 1958.

## Biographie
Helms est née à Charlotte, en Caroline du Nord, mais considère Portland, dans l'Oregon comme sa ville d'origine. Son père est lieutenant-colonel (retraité, USAF).
En 1976, elle est diplômée de Parkrose Senior High School, à Portland dans l'Oregon. En 1980, elle obtient un baccalauréat ès sciences en génie aéronautique de l'US Air Force Academy.
Elle commence une carrière militaire et est affectée à Eglin Air Force Base, en Floride, comme ingénieur pour F-16. En 1982, elle devient l'ingénieur en chef pour le F-15. En 1984, elle est sélectionnée pour participer à des études supérieures. En 1985, elle obtient une maîtrise ès sciences en aéronautique et en astronautique à l'université Stanford.
Elle est affectée en tant que professeur assistant d'aéronautique à l'United States Air Force Academy. Après avoir complété une année de formation d'ingénieur d'essais en vol, Helms est affectée comme officier au Centre d'essais techniques de l'aérospatiale à la base de Cold Lake en Alberta, au Canada, où elle a travaillé comme ingénieur d'essais de vol et agent de projet sur l'aéronef CF-18 Hornet. Elle gérait le développement d'une simulation du système de commande de vol pour les Forces canadiennes lorsqu'elle a été sélectionnée pour le programme des astronautes.
Elle est restée 12 ans à la NASA et est restée 211 jours dans l'espace.
En juillet 2002, elle est retournée à l'US Air Force et elle a travaillé au QG du Commandement spatial USAF. Elle a servi comme vice-commandant du 45e Space Wing à la base de Patrick Air proche de cap Canaveral, en Floride. Elle a ensuite servi comme directeur adjoint des opérations pour l’entraînement à la base aérienne de Randolph (en), près de San Antonio, au Texas. Elle a été promue au grade de brigadier général en juin 2006 et est devenue commandant de la 45e Escadre spatiale le jour même de sa promotion.

## Vols réalisés
- STS-54 Endeavour, 13 janvier 1993
- STS-64 Discovery, 9 septembre 1994
- STS-78 Columbia, 20 juin 1996 (plus longue mission d'une navette spatiale : 16 jours, 21 heures et 48 minutes)
- STS-101 Atlantis, 19 mai 2000
- Elle est membre de l' Expédition 2, en s'envolant le 8 mars 2001 à bord de Discovery STS-102 vers la station spatiale ISS. Après plus de 163 jours à bord de la station et une sortie de 8 heures et 56 minutes pour installer du matériel sur le corps externe du laboratoire, elle revient sur terre à bord du vol Discovery STS-105 le 22 août 2001.